# 前橋魔女
《前橋魔女》是由日昇動畫製作的日本原創電視動畫，於2025年4月至6月播放。故事以群馬縣前橋市為舞台，描寫5位渴望成為魔女的女高中生在面對各種煩惱中逐漸成長的故事。

## 登場人物
赤城結奈（聲：春日櫻）
開朗的高中一年級學生。她熱愛相機並致力於拍攝富有情感的照片。當談到趨勢時，她傾向於追隨潮流。
新里梓（聲：咲川日乃）
她是可洛佩招募的第一位魔女見習生，熱愛時尚與化妝，是對潮流動態格外敏銳的少女。她總是在社群媒體上蒐集最新的流行資訊，對妝容與穿搭有著過人的品味與執著。初期對人態度冷淡、言詞犀利，尤其對結奈的熱情與多話感到厭煩，內心甚至覺得結奈明明有不錯的外貌條件，卻完全不懂得打扮與善用，是一種資源的浪費。
然而，與她精緻外表背後的現實形成強烈對比——在現實世界中的梓，其實是個因身形而常被嘲笑的胖女孩。外貌帶來的羞辱與排擠，使她逐漸疏離學校生活，轉而長時間待在家中或魔女店裡。只有在店鋪中，她能依靠魔法維持纖瘦的體態，呈現自己理想中的樣貌，但需要極高的體力消耗，因此，她也從未與其他見習魔女一同外出發送宣傳單，總是選擇留在店內，她極力隱藏這個秘密，雖然不曾明說，但其他見習生也逐漸察覺她似乎隱藏著什麼。
北原鏡香（聲：本村玲奈）
出生並成長於一個富裕家庭，五人中最明智的人，值得信賴，而且有崇高的理想。
三俣巧可（聲：三波春香）
個性開朗，擅長營造輕鬆的氛圍，行事風格灑脫，總能讓身邊的人放鬆心情。然而，她有時顯得心不在焉，甚至經常在工作中不小心睡著，讓人誤以為她態度散漫。
其實，巧可背負著沉重的家庭責任。她在完成店內的工作後，還必須運用時間魔法倒轉回過去，回家照顧家人並處理大部分家務。這樣的生活讓她長期處於過度勞累的狀態，也成為她在店裡經常犯睏的真正原因。
因為總是獨自承擔一切，她的疲憊與疏忽也間接導致與鏡香產生誤解與心結——鏡香認為她待人隨便、對工作不上心。直到有一天巧可因體力不支而昏倒，才讓結奈察覺她的異狀。在結奈的鼓勵與理解下，巧可終於鼓起勇氣，試著向身邊的人尋求幫助，也坦承了自己經常打瞌睡背後的真正原因。
上泉舞（聲：百瀨帆南）
她是個冷靜的現實主義者，總是關心別人對她和自己的立場和看法。從不表露自己的真實感受，每當有疑慮時，總是順從大多數人的意見。
可洛佩（聲：杉田智和）
一位神祕的使魔，聚集五個人成為女巫學徒。
膳荣子（声：芹澤優）
前桥魔女店铺第一个光顾的客人，曾经对未来升学的方向感到迷茫。曾一度使用店铺的魔力驱逐了前桥魔女五人而抢夺她们的魔法店铺。接管店铺后对来访客人都已维持原状不要改变的态度来应付。

## 製作人員
- 原作、動畫製作：日昇動畫
- 導演：山元隼一
- 劇本統籌、劇本：吉田惠里香
- 人物原案：Yu Inami
- 人物設定：立花希望
- 美術監督：阿久澤奈緒子
- 色彩設計：忽那亞實
- 攝影監督：藤田賢治
- 音響導演：長崎行男（日语：長崎行男）
- 音樂：羽深由理
- 音樂製作：Bandai Namco Music Live（日语：バンダイナムコミュージックライブ）
- 製作：萬代南夢宮影像製作、PROJECT MBW[1]

## 主題曲
片頭曲及片尾曲皆由主要角色聲優組成的「前橋魔女團」演唱，編曲皆為岸田勇氣。
片頭曲
作詞：淳君，作曲：TORIENA
片尾曲
作詞、作曲：

## 各話列表
| 話數 | 標題             | 分鏡     | 演出       | 作畫監督 | 總作畫監督                             | 首播日期      |
| ---- | ---------------- | -------- | ---------- | --- | -------------------------------------- | ------------- |
| 1    |                  | 山元隼一 | 倉富康平   | 小澤久美子、高崎美里、内田百香                                                                                       | 立花希望、板垣德宏                     | 2025年4月6日  |
| 2    |                  | 山元隼一 | 平田貴大   | 富澤佳也乃、周美辰、龜田朋幸、北島勇樹、高橋龍弥、飯飼一幸、大峰誠也、三島夕季                                       | 平山圓、堀井久美                       | 2025年4月13日 |
| 3    |                  | 加瀨充子 | 辻橋綾佳   | 鄧佳湄、奥嶋大介、小澤久美子、北島勇樹、三橋櫻子、大峰誠也、三島夕季                                                 | mosh                                   | 2025年4月20日 |
| 4    |                  | 比嘉一博 | 小坂春女   | 稻熊一晃、内田百香、小澤久美子、飯飼一幸、高橋龍弥                                                                   | 板垣德宏                               | 2025年4月27日 |
| 5    |                  | 倉富康平 | 倉富康平   | 小澤久美子、高崎美里、周美辰、富澤佳也乃、木村行隆、江森真理子、堀澤聰志                                             | 平山圓、堀井久美、三橋櫻子、板垣德宏   | 2025年5月4日  |
| 6    |                  | 古田丈司 | 久米和貴子 | 稻熊一晃、高橋龍弥、Linnea Kataja、Bellamy Luna Brooks、PUK、Nyki、Dominique Santos Resuello、Duong、Juffles、王业臻 | 内田百香                               | 2025年5月11日 |
| 7    |                  | 比嘉一博 | 平田貴大   | 西島加奈、中本尚、高久美弥                                                                                           | 立花希望                               | 2025年5月18日 |
| 8    |                  | 加瀨充子 | 小坂春女   | 稻熊一晃、小澤久美子、高橋龍弥、北島勇樹、富澤佳也乃、三橋櫻子                                                       | 三橋櫻子、板垣德宏                     | 2025年5月25日 |
| 9    | 前橋魔女永遠不滅 | 比嘉一博 | 辻橋綾佳   | 鄧佳湄、高崎美里、龜田朋幸、北島勇樹、高久美弥、中本尚                                                               | 平山圓、堀井久美                       | 2025年6月1日  |
| 10   |                  | 平川哲生 | 久米和貴子 | 高橋龍弥、ビート、武本大介、木村行隆、北島勇樹、Linnea Kataja、Bellamy Luna Brooks                                   | 板垣德宏、三橋櫻子、内田百香、立花希望 | 2025年6月8日  |
| 11   |                  | 比嘉一博 | 加藤充子   | 堀澤聰志、稻熊一晃、周美辰、富澤佳也乃、高崎美里                                                                     | mosh                                   | 2025年6月15日 |
| 12   |                  | 山元隼一 | 山元隼一   | 平山圓、堀井久美、堀澤聰志、富澤佳也乃、鄧佳湄、稻熊一晃、福地和浩、三橋櫻子、内田百香、橋本治奈、小澤久美子         | 立花希望                               | 2025年6月22日 |

## 播映平台
| 播放日期              | 播放时间（UTC+9）  | 播放电视台 | 播放地区 | 备注 |
| --------------------- | ------------------ | ---------- | -------- | ---- |
| 2025年4月6日—6月22日  | 星期日 22:30—23:00 | TOKYO MX   | 東京都   |      |
| 2025年4月7日—6月23日  | 星期一 00:30—1:00  | BS11       | 日本全域 |      |
| 2025年4月11日—6月27日 | 星期五 23:30—00:00 | 群馬電視台 | 群馬縣   |      |

## BD
| 卷数 | 发售日期           | 收录話数       | 规格编号  |
| ---- | ------------------ | -------------- | --------- |
| 1    | 2025年5月28日      | 第1话、第2话   | BCXA-1976 |
| 2    | 2025年6月25日      | 第3话、第4话   | BCXA-1977 |
| 3    | 2025年7月30日      | 第5话、第6话   | BCXA-1978 |
| 4    | 2025年8月27日預定  | 第7话、第8话   | BCXA-1979 |
| 5    | 2025年9月24日預定  | 第9话、第10话  | BCXA-1980 |
| 6    | 2025年10月29日預定 | 第11话、第12话 | BCXA-1981 |

## 腳註

### 來源
1. 1 2 3 4  . Comic Natalie. 2024-09-05  [2025-01-01] （日语）.
2. 1 2  . Comic Natalie. 2024-11-28  [2025-01-01]. （原始内容存档于2025-01-16） （日语）.
3. 1 2 3 4 5 6  . 公式サイト. 株式会社バンダイナムコフィルムワークス.   [2025-01-01]. （原始内容存档于2025-01-01） （日语）.
4. ↑  . 電視動畫《前橋魔女》官方網站.   [2025-04-07] （日语）.
5. ↑  . 電視動畫《前橋魔女》官方網站.   [2025-02-20]. （原始内容存档于2025-03-15） （日语）.
6. ↑  . 電視動畫《前橋魔女》官方網站.   [2025-05-21] （日语）.
7. ↑  . 電視動畫《前橋魔女》官方網站.   [2025-05-21] （日语）.
8. ↑  . オリジナルアニメ「前橋ウィッチーズ」公式サイト.   [2025-06-22] （日语）.
9. ↑  . オリジナルアニメ「前橋ウィッチーズ」公式サイト.   [2025-06-22] （日语）.
10. ↑  . オリジナルアニメ「前橋ウィッチーズ」公式サイト.   [2025-06-22] （日语）.
11. ↑  . オリジナルアニメ「前橋ウィッチーズ」公式サイト.   [2025-06-22] （日语）.

## 外部連結
- 官方網站（日語）
- 前橋魔女的X（前Twitter）